# Tovo San Giacomo
Tovo San Giacomo ( a volte chiamato anche Tovo di San Giacomo;U Tu in ligure; O Tô in dialetto genovese) è un comune italiano di 2 495 abitanti della provincia di Savona in Liguria. Con Magliolo, Giustenice, Rialto, Calice Ligure, Finale Ligure, Pietra Ligure e Borgio Verezzi sostanzialmente costituisce l'entroterra della conurbazione costiera che si estende da Borgio Verezzi a Borghetto Santo Spirito.

## Geografia fisica
Il comune è situato in val Maremola, sulla sponda sinistra del torrente omonimo, sulle pendici meridionali del colle dei Folchi a 321 m s.l.m.
Specie nella parte alta del Maremola sono conservati ancora scorci panoramici ed ambientali molto interessanti. Partendo dal vecchio mulino "du Piu" si percorre l'antica via del Ferro (le odierne via Teso e via Ferro) verso l'entroterra e si può giungere fino alle sorgenti del torrente in località Isorella nel comune di Magliolo, attraversando le tipiche fasce coltivate ad alberi di frutta e verde ornamentale.

## Origini del nome
Il toponimo Tovo deriverebbe dalla parola Tuvu (tradotto in italiano tufo), uno strapiombo tufaceo nella contrada Bronati.

## Storia

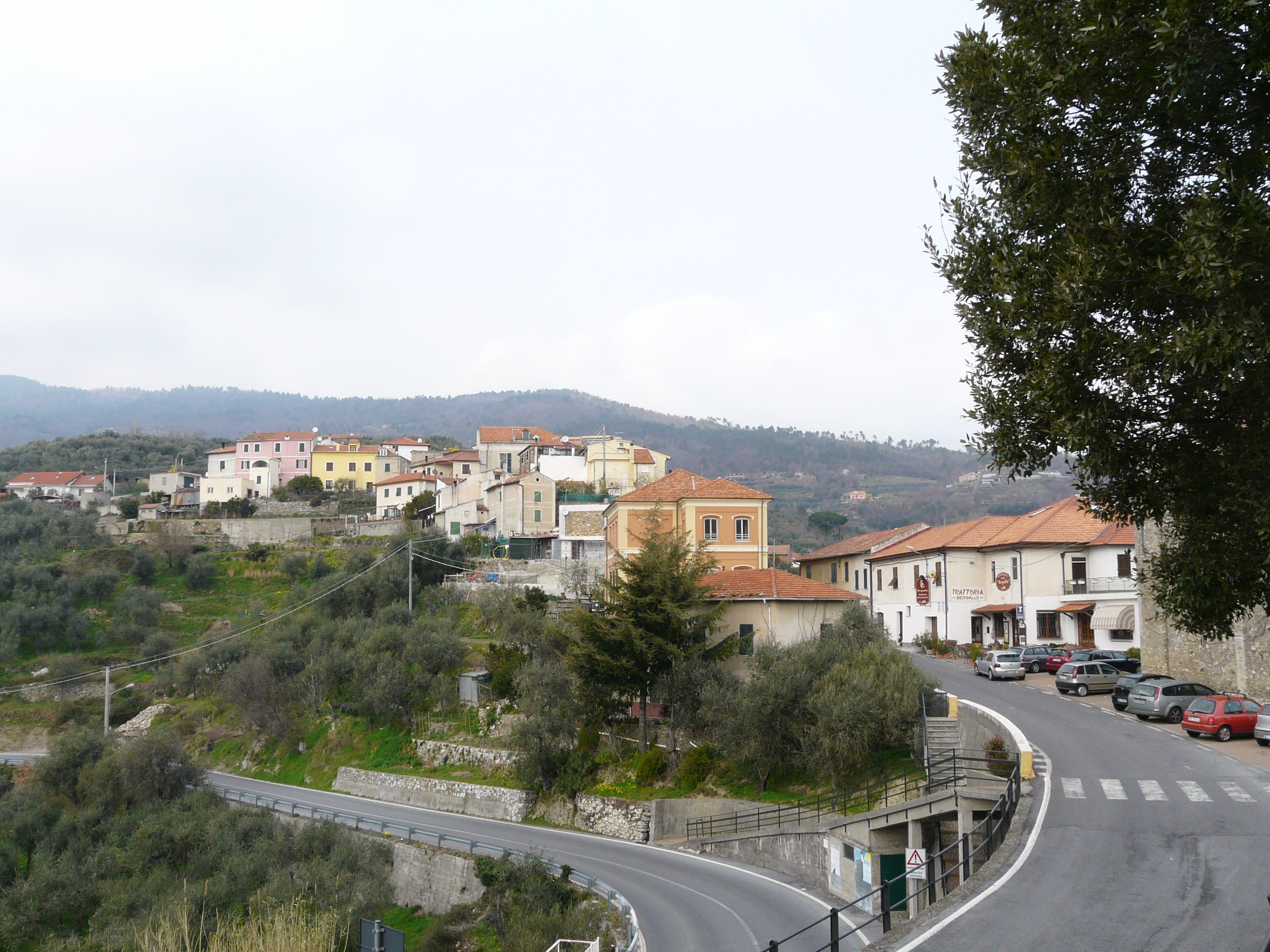
Panorama della frazione di Bardino Vecchio

Il territorio dell'odierno comune tovese, già antico possesso dei vescovi di Albenga, fu compreso nella Marca Aleramica dal X secolo e successivamente passò a Bonifacio del Vasto nel 1091. Fu quindi dominio dei marchesi Del Carretto, signori di Savona e di Finale Ligure, nel XII secolo.
Così come l'intero territorio feudale del carrettesco Marchesato di Finale passò sotto l'influenza della Spagna nel 1598 e, seguendone le sorti storiche finalesi, dal 1713 come territorio della Repubblica di Genova. Già diviso nelle due principali comunità di Tovo e di Bardino, il territorio tovese-bardinese fu ulteriormente scorporato nelle tre municipalità distinte quali Tovo, Bardino Vecchio e Bardino Nuovo, frazionamento riconosciuto nel 1797 con le fasi iniziali della dominazione napoleonica nei territori dell'ex repubblica genovese.
Con la dominazione di Napoleone Bonaparte i territori rientrarono dal 2 dicembre 1797 nel Dipartimento del Letimbro, con capoluogo Savona, all'interno della Repubblica Ligure. Dal 28 aprile del 1798 con i nuovi ordinamenti francesi, fecero parte del IV Cantone, con capoluogo Bardino, della Giurisdizione delle Arene Candide e dal 1803 centro principale del VI Cantone della Maremola nella Giurisdizione di Colombo. Annessi al Primo Impero francese dal 13 giugno 1805 al 1814 furono inseriti nel Dipartimento di Montenotte.

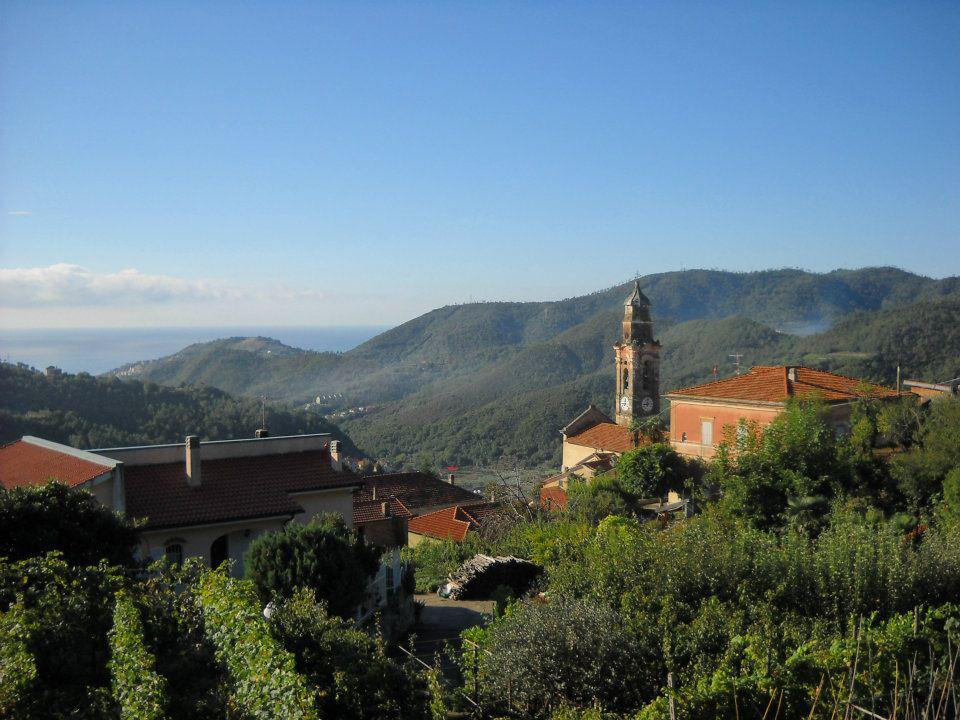
Panorama della val Maremola e del mar Ligure da Bardino Nuovo

Nel 1815 furono inglobati nella provincia di Albenga del Regno di Sardegna, così come stabilì il Congresso di Vienna del 1814, e successivamente nel Regno d'Italia dal 1861; con deliberazione del Consiglio Comunale del 2 agosto 1862, approvata con il Regio Decreto n.1234 dell'8 aprile 1863 e pubblicato nella Gazzetta Ufficiale del 16 maggio 1863, la municipalità di Tovo assunse l'attuale denominazione di Tovo San Giacomo. Dal 1859 al 1927 i territori furono compresi nel V mandamento di Pietra del circondario di Albenga facente parte della provincia di Genova; nel 1927 con la soppressione del circondario ingauno passarono, per pochi mesi, nel circondario di Savona e, infine, sotto la neo costituita provincia di Savona.
Risale al 6 dicembre 1928 il regio decreto n. 2971 che ufficializzò l'aggregazione dei due comuni di Bardino Vecchio e Bardino Nuovo nel territorio di Tovo San Giacomo come frazioni comunali; il 6 dicembre del 2008 è ricorso l'ottantesimo anniversario dell'unificazione delle tre storiche comunità tovese e bardinese.

### Simboli
Stemma
Gonfalone

Lo stemma e il gonfalone sono stati concessi con l'apposito decreto del presidente della Repubblica del 5 febbraio 1987 registrato alla Corte dei Conti il 12 marzo 1987 al nº 298.

## Monumenti e luoghi d'interesse

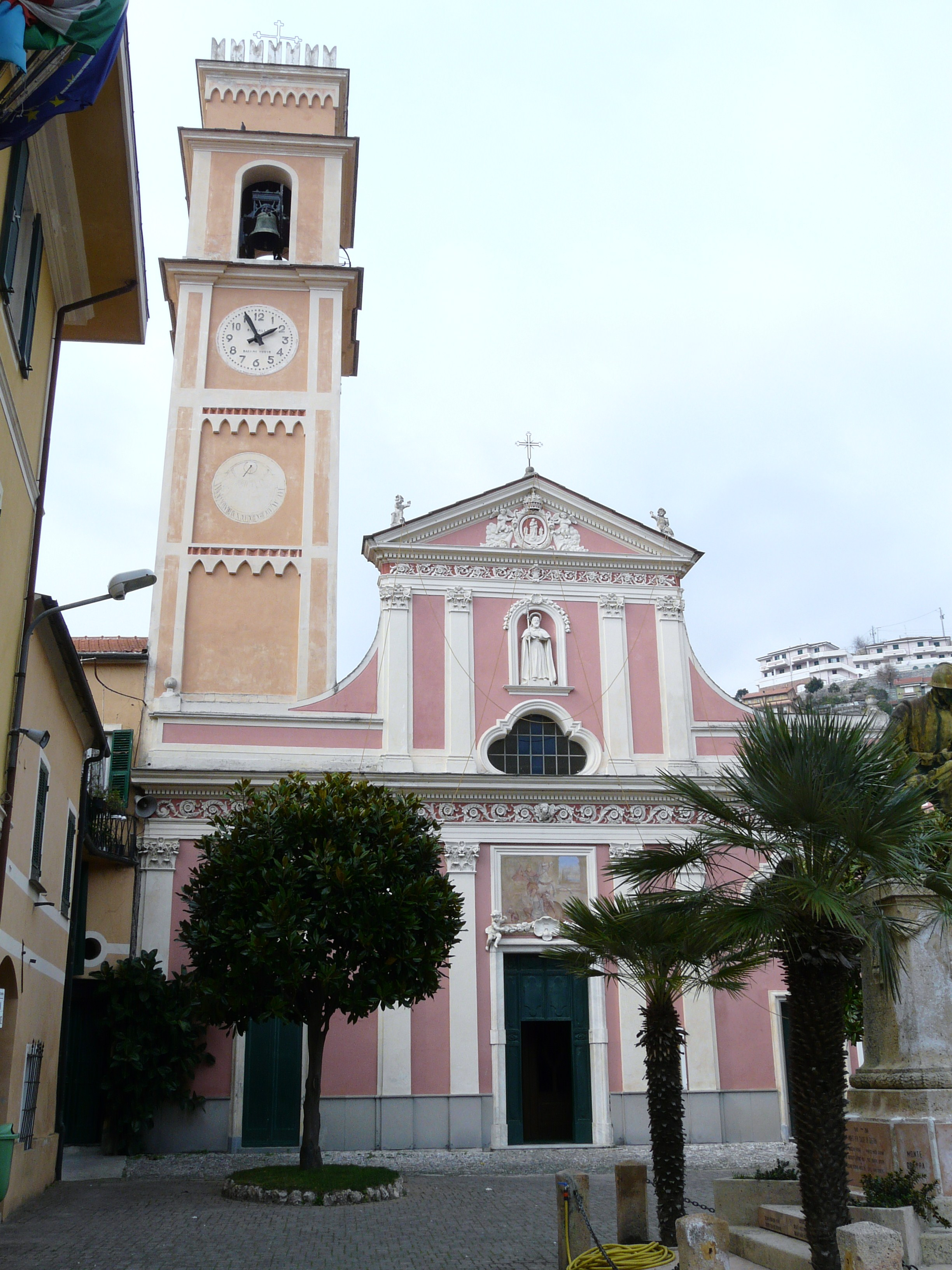
La chiesa parrocchiale di San Giacomo a Tovo

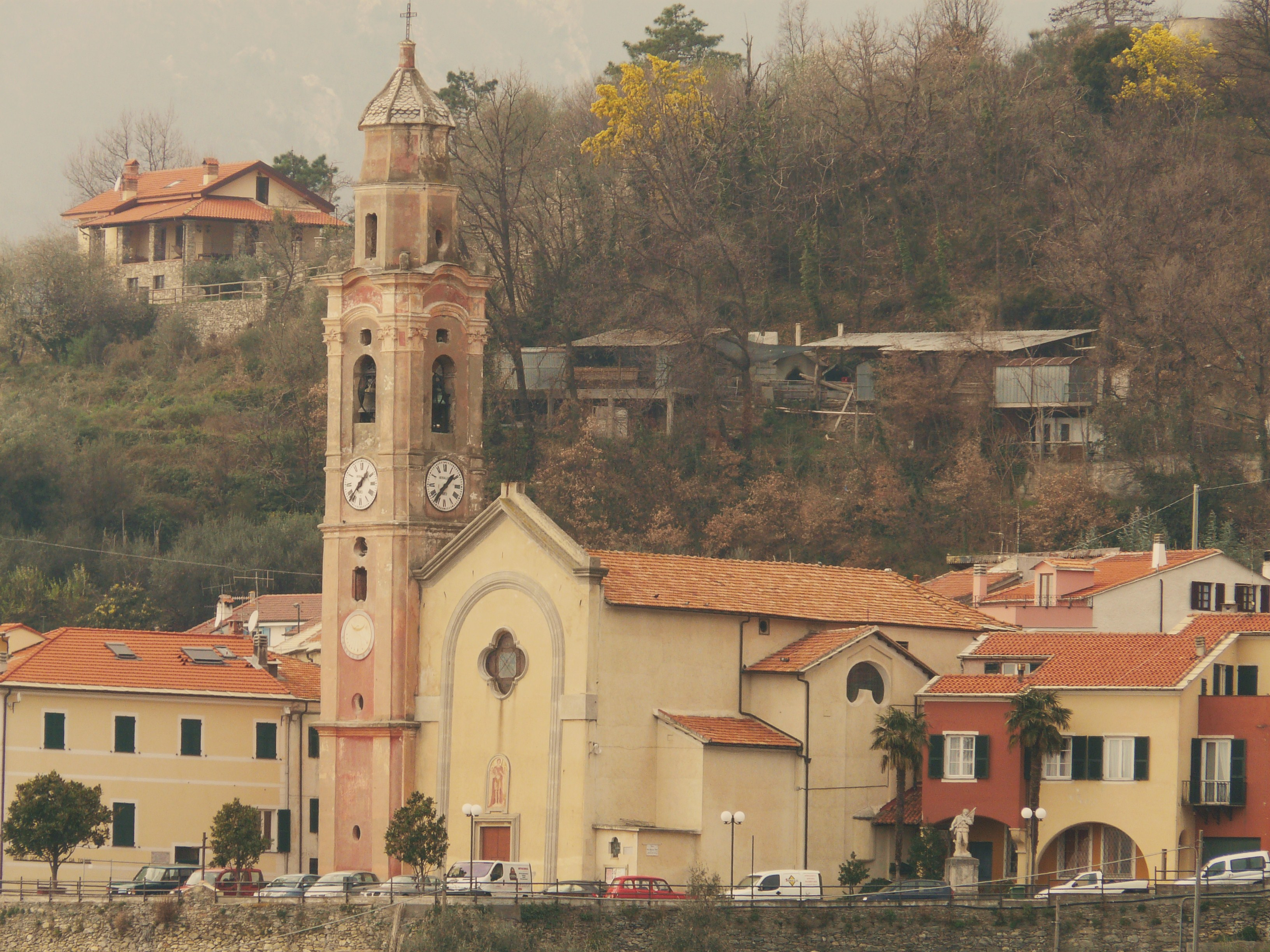
La chiesa parrocchiale di San Sebastiano a Bardino Nuovo

### Architetture religiose
- Chiesa parrocchiale di San Giacomo il Maggiore nel capoluogo di Tovo. All'interno sono conservate statue di manifattura genovese e affreschi del pittore Gerolamo Graffigna.
- Chiesa di San Martino di Tours nel capoluogo di Tovo, lungo via Roma, è una cappella privata interamente affrescata. All'esterno vennero raffigurati i ritratti dei proprietari.
- Chiesa parrocchiale di San Sebastiano nella frazione di Bardino Nuovo. Eretta tra il 1681 e il 1708, è una costruzione in stile barocco.
- Chiesa parrocchiale di San Giovanni Battista nella frazione di Bardino Vecchio. Rimaneggiata in epoca moderna, è affiancata da un campanile trecentesco.
- Santuario della Madonna delle Grazie nella frazione di Bardino Vecchio, risalente al XVIII secolo.
- A Bardino Vecchio si trova anche il primo e unico monumento al mondo dedicato ai cosiddetti Cristezzanti ovvero i portatori dei Crocefissi lignei che partecipano alla processioni religiose.

### Architetture militari
- Resti dell'antico castello medievale della famiglia Del Carretto presso il colle dei Folchi.

## Società

### Evoluzione demografica
Abitanti censiti

### Etnie e minoranze straniere

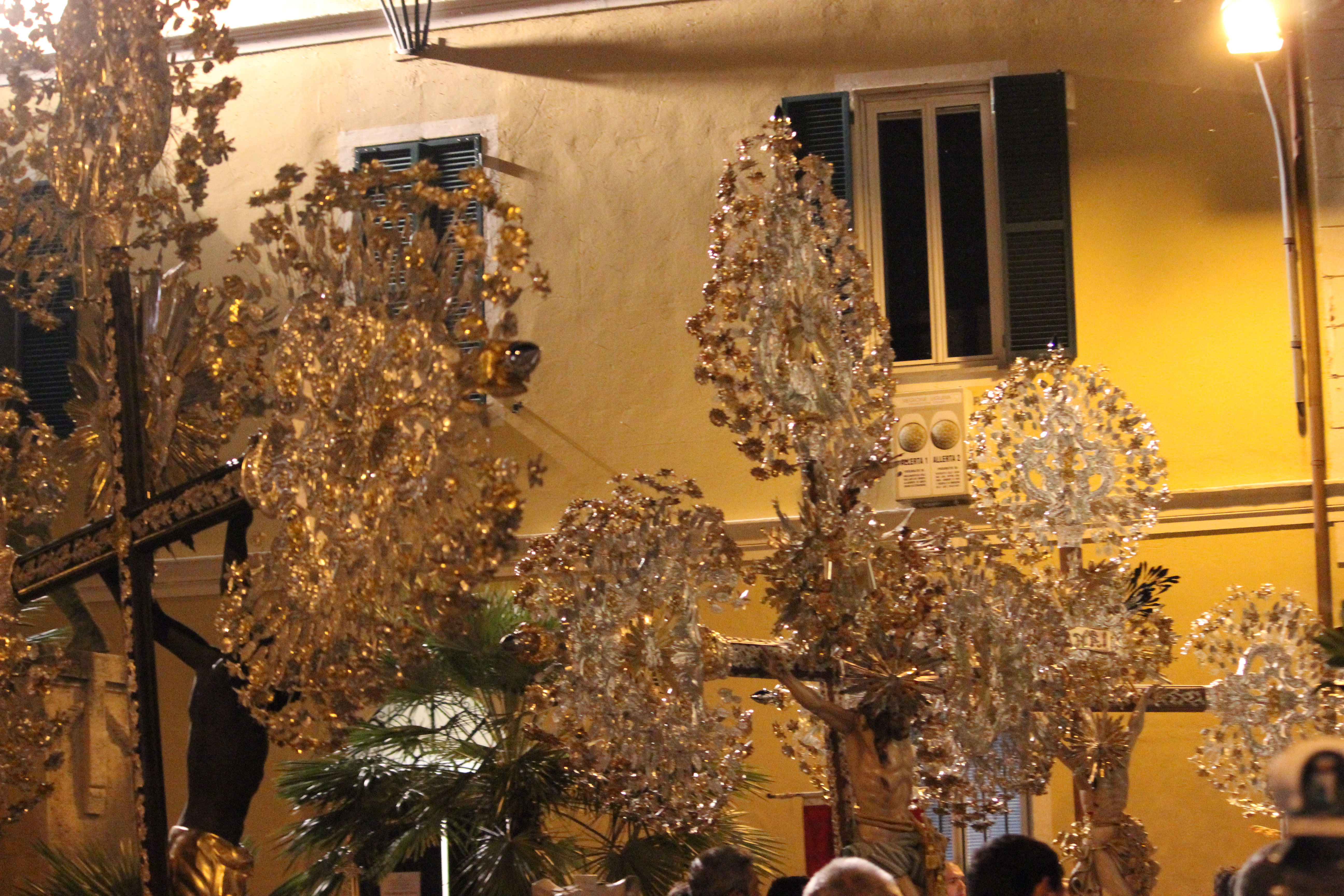
La festività patronale di san Giacomo (2012).

Secondo i dati Istat al 31 dicembre 2020, i cittadini stranieri residenti a Tovo San Giacomo sono 90, così suddivisi per nazionalità, elencando per le presenze più significative:
1. Albania, 43

### Qualità della vita
Il Comune di Tovo San Giacomo, per la raccolta differenziata, ha ricevuto il riconoscimento di Comune riciclone da parte di Legambiente per gli anni 2013, 2014, 2015, 2016, 2017, 2018 e 2019.

## Cultura

### Istruzione

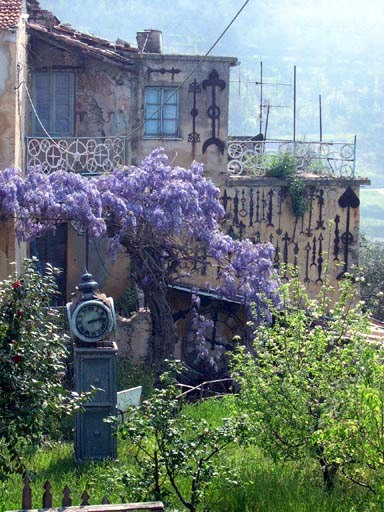
L'ex casa-officina Bergallo nella frazione di Bardino Nuovo

#### Musei
- Il Museo dell'orologio da torre Giovanni Battista Bergallo, inaugurato nel 1997 nell'ex municipio nella frazione di Bardino Nuovo, ospita meccanismi, lancette, quadranti e cimeli riguardanti gli orologi prodotti per campanili e torri nella casa-officina della famiglia Bergallo fra il 1860 e il 1980. Il 9 aprile 2017 è ricorso il ventennale dall'apertura del museo e per l'occasione è stato realizzato un film documentario intitolato Il tempo al di là dell'Oceano nel quale viene raccontata la storia dell'orologio da torre venduto nel 1934 alla Missione Salesiana in Puerto Santa Cruz nella Patagonia Argentina.

## Economia

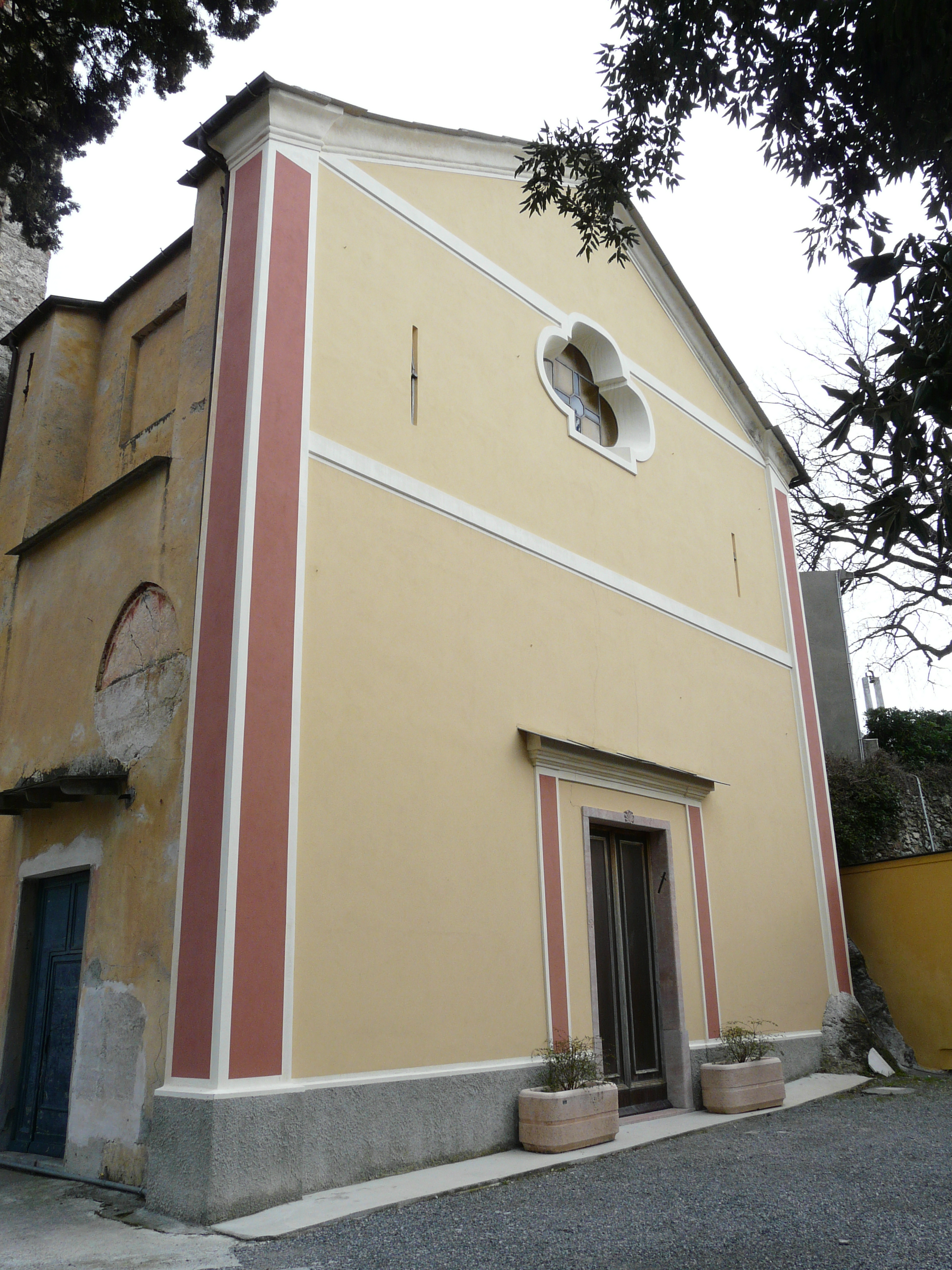
La chiesa parrocchiale di San Giovanni Battista a Bardino Vecchio

Il territorio di Tovo San Giacomo, che si trova solo a 3 chilometri da Pietra Ligure e dunque dal mare, basa la sua economia non solo sull'attività agricola, ma anche, grazie a un importante movimento turistico dovuto soprattutto all'apertura di nuove strutture ricettive come bed and breakfast e case vacanze, sul turismo.
Una voce importante per l'economia del territorio è rappresentata dalla coltivazione del verde ornamentale da fronda che negli ultimi anni ha visto incrementare la percentuale di suolo agricolo destinato a questa particolare tipologia di coltivazione.

## Geografia antropica
Il territorio comunale è formato, oltre che dal capoluogo, anche dalle due frazioni di Bardino Nuovo e Bardino Vecchio per una superficie territoriale di 9,45 km².
Confina a nord con il comune di Rialto, a sud con Pietra Ligure e Borgio Verezzi, ad ovest con Magliolo e Giustenice, ad est con Calice Ligure e Finale Ligure.

### Frazioni e località
- Il Poggio è una piccola borgata dalle caratteristiche tipicamente liguri che si trova adagiata nella parte più elevata del capoluogo. Esiste una piccola strada centrale pedonalizzata (il carugio) su cui si affacciano numerose case. Alla fine di questa si trova la cappella della Madonna.
- La contrada Lavrio a Bardino Nuovo conserva intatte le caratteristiche tipiche del borgo ligure con un lungo ed assolato carugio su cui si affacciano le varie case. Da questa contrada si gode di una pregevole vista fino al mar Ligure.

## Infrastrutture e trasporti

### Strade
Il territorio comunale di Tovo San Giacomo è attraversato principalmente dalla strada provinciale 4 che permette il collegamento stradale con Pietra Ligure, a sud proseguendo poi come SP 24, e con Magliolo a nord. Inoltre, dalla frazione di Bardino Vecchio, attraverso via Costino, si arriva alla provinciale 490, l'ex strada statale del Melogno che collega Finale Ligure con la val Bormida attraverso il passo del Melogno.
Il trasporto pubblico è garantito dalla linea 86 della TPL che collega Pietra Ligure con Magliolo, attraversando i centri di Tovo San Giacomo, Bardino Vecchio e Bardino Nuovo.

## Amministrazione

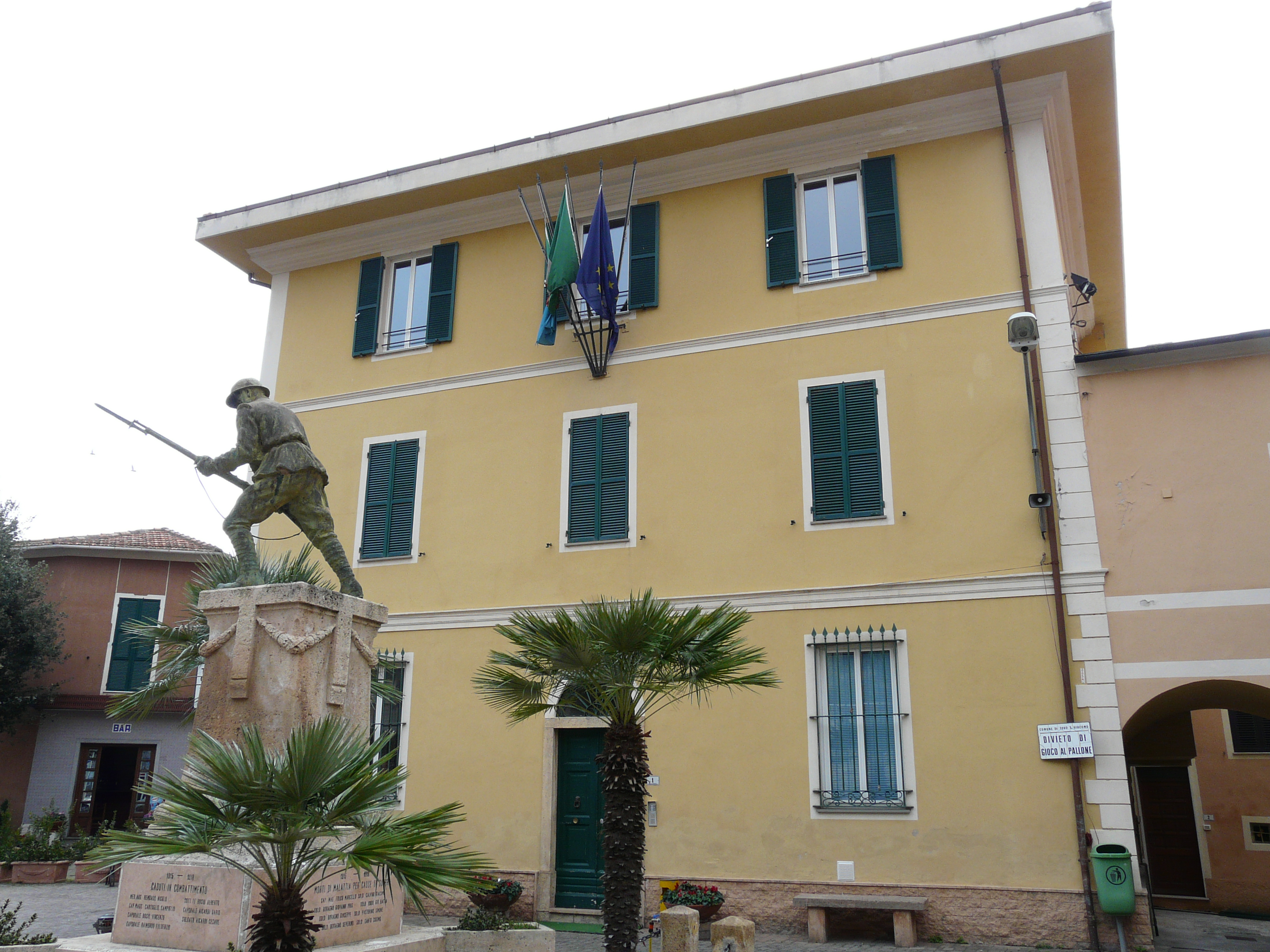
Il municipio e il monumento ai caduti

| Periodo        | Periodo        | Primo cittadino  | Partito                           | Carica  | Note   |
| -------------- | -------------- | ---------------- | --------------------------------- | ------- | ------ |
| 10 giugno 1988 | 9 luglio 1992  | Eligio Accame    | Democrazia Cristiana              | Sindaco | [ 15 ] |
| 17 agosto 1992 | 7 giugno 1993  | Massimo Boragno  | Democrazia Cristiana              | Sindaco |        |
| 21 giugno 1993 | 28 aprile 1997 | Luigi Barlocco   | lista civica                      | Sindaco |        |
| 28 aprile 1997 | 14 maggio 2001 | Luigi Barlocco   | lista civica                      | Sindaco |        |
| 14 maggio 2001 | 30 maggio 2006 | Carletto Fantoni | lista civica                      | Sindaco |        |
| 30 maggio 2006 | 16 maggio 2011 | Carletto Fantoni | lista civica                      | Sindaco |        |
| 16 maggio 2011 | 6 giugno 2016  | Alessandro Oddo  | Per un nuovo paese (lista civica) | Sindaco |        |
| 6 giugno 2016  | 4 ottobre 2021 | Alessandro Oddo  | Per un nuovo paese (lista civica) | Sindaco |        |
| 4 ottobre 2021 | in carica      | Alessandro Oddo  | Per un nuovo paese (lista civica) | Sindaco |        |

### Gemellaggi
Sant'Agata di Esaro dal 12 novembre 2022

### Altre informazioni amministrative
Dal 1973 al 31 dicembre 2008 ha fatto parte della Comunità montana Pollupice e, con le nuove disposizioni della Legge Regionale nº 24 del 4 luglio 2008, fino al 2011 della Comunità montana Ponente Savonese.
Dal 4 dicembre 2014 alla primavera del 2015 ha fatto parte dell'Unione dei comuni della Riviera delle Palme e degli ulivi. L'8 novembre 2015 il comune di Tovo San Giacomo ha firmato un patto di amicizia con il comune calabrese di Sant'Agata di Esaro.
Dal 2015 al maggio 2018 ha fatto parte dell'Unione dei comuni della Val Maremola, di cui ne ospitava la sede.